# Gerhard Wagner (kněz)
Gerhard Maria Wagner (* 17. července 1954 Linz) je rakouský římskokatolický kněz, proslulý především svými kontroverzními názory na hřích a další otázky morálky a kultuty.
Známým se stal v roce 2005, kdy prohlásil hurikán Katrina za boží trest za hříchy amorálního města New Orleans. Hurikán podle něj zničil bordely a všechny interrupční kliniky. To vzbudilo protesty katolíků ze zasažených oblastí.
Romány o Harrym Potterovi odsoudil jako bránu k okultismu a satanismu.
31. ledna 2009 jej papež Benedikt XVI. jmenoval pomocným biskupem Linecké diecéze, což vzbudilo široké protesty a odchody věřících z této diecéze. Pod tlakem protestů Gerhard Wagner po 14 dnech na svou funkci rezignoval.